# Бармалей
Бармале́й — персонаж сказок Корнея Чуковского про доктора Айболита. Злодей: пират, разбойник и якобы каннибал, орудующий в Африке. Впервые появляется в стихотворной сказке «Бармалей» (1925), а позже также в прозаической повести «Доктор Айболит» (1936) и стихотворной «Одолеем Бармалея!» (1942).

## История возникновения персонажа
Имя персонажа, по рассказам Чуковского, появилось от Бармалеевой улицы в Петербурге, а идею сделать его разбойником подал художник Мстислав Добужинский.

А что до страшного злодея Бармалея, то тут мне посчастливилось <…> в апреле 1966 года, выяснить, откуда и как он появился на свет, у самого крупного авторитета по «бармалееведению», у самого Корнея Ивановича Чуковского.
Много лет назад Корней Иванович гулял по Петроградской стороне нашего города (это такой район его) с известным художником Мстиславом Добужинским. Они вышли на Бармалееву улицу.
— Кто был этот Бармалей, в честь которого целую улицу назвали? — удивился Добужинский.
— Я, — говорит Корней Иванович, — стал соображать. У какой-нибудь из императриц XVIII века мог быть лекарь или парфюмер, англичанин либо шотландец. Он мог носить фамилию Бромлей: там Бромлеи — не редкость. На этой маленькой улице у него мог стоять дом. Улицу могли назвать Бромлеевой, а потом, когда фамилия забылась, переделать и в Бармалееву: так лучше по-русски звучит…
Но художник не согласился с такой догадкой. Она показалась ему скучной.
— Неправда! — сказал он. — Я знаю, кто был Бармалей. Он был страшный разбойник. Вот как он выглядел…
И на листке своего этюдника М. Добужинский набросал свирепого злодея, бородатого и усатого…
Так на Бармалеевой улице родился на свет злобный Бармалей.
— Лев Успенский

## Образ Бармалея у Чуковского
В одноимённом стихотворении 1925 года Бармалей представлен африканским злодеем, разбойником и людоедом. Его призывает гиппопотам, чтобы наказать непослушных детей. Однако Айболит и крокодил перевоспитывают злодея и везут его в Ленинград. В изначальной версии сказки Бармалей был не морским пиратом, а африканским негром-людоедом, это понятно из применяемых к нему эпитетов вроде «чумазый, черномазый Бармалей» и строк, описывающих преображение Бармалея после пребывания внутри Крокодила:

Был сажи черней Бармалей,
А сделался мела белей
Однако все упоминания расы Бармалея были удалены из окончательного варианта.
В повести «Доктор Айболит» рассказывается предыстория Бармалея. Он был морским пиратом, промышлявшим на территории Африки. Там он запирает Айболита со зверями в темницу, однако попугай Карудо крадёт у Бармалея ключ и герои выбираются. В конце первой главы, когда доктор и его друзья вылечили обезьян, они возвращаются на корабле Бармалея, который позже был подарен моряку Робинзону.
В послевоенной (канонической) редакции Бармалей, с которым читатель первоначально расставался навсегда после первой части, мелькает во второй в качестве пиратского капитана (раньше это был совсем другой персонаж по имени Беналис). Пираты взяли в плен рыбака, отца мальчика Пенты, и оставили его в яме на скале посреди моря. Когда Айболит спас рыбака и возвращался домой, пираты снова на него напали на новом корабле. В корабле Робинзона, некогда принадлежавшем Бармалею, появилась пробоина, и доктор с друзьями, собрав вещи, покинули судно. Увидев брошенный корабль, пираты захватили его, а доктор с друзьями потихоньку пробрались на новый корабль пиратов. Пираты стали догонять их, но из-за пробоины они оказались в море, где их всех до единого проглотили акулы. В первой редакции, однако, Беналис спасался, и доктор оставлял его исправиться (в сказке-продолжении «Огонь и вода», которая, как и «Доктор Айболит», является пересказом историй Хью Лофтинга о докторе Дулиттле, выясняется, что безуспешно). В окончательной версии, где Беналис стал Бармалеем, нет никаких намёков, что удалось выжить и перебраться обратно в Африку и что в стихотворениях «Бармалей» и / или «Одолеем Бармалея» действие происходит в той же вселенной.
В стихотворении 1942 года он пират и царь страны Свирепии, где обитают змеи, гориллы, львы, тигры, акулы, бегемоты, ягуары и носороги. У него 64 пушки и кривая сабля. В конце стихотворения Бармалея расстреливают из автомата.
На словах Бармалей часто угрожает съесть кого-нибудь заживо, даже людей, но фактически ни разу не воплощает угрозу в реальность.
Скорее всего, исходя из истории реального пиратства и имени Бармалея (по предположениям Чуковского, искажённая английская фамилия «Бромлей») является англичанином. Это прослеживается и в мультфильмах студии «Киевнаучфильм», в которых пираты в «Приключениях капитана Врунгеля» и «Острове сокровищ» появляются и в «Докторе Айболите».

## Бармалей в кино

#### Экранизации стихотворной сказки «Бармалей»1925 года.
- В 1941 году на киностудии «Союзмультфильм» был создан мультфильм «Бармалей». Бармалея озвучивал Леонид Пирогов.
- Мультфильм «Доктор Айболит», «Киевнаучфильм», 1984—1985. Бармалея озвучивали Георгий Кишко (во 2, 3 и 4 сериях) и Семён Фарада (в 5—7 сериях).

#### Экранизации прозаической повести «Доктор Айболит»1936 года.
- Фильм «Айболит-66». Бармалея играл Ролан Быков.
- Мультфильм «Айболит и Бармалей», «Союзмультфильм», 1973 год. Бармалея озвучивал Василий Ливанов.